# El Salvador International 2022
Die El Salvador International 2022 im Badminton fanden vom 29. November bis zum 4. Dezember 2022 in San Salvador statt. 

## Sieger und Platzierte
| Disziplin    | Gold                            | Silber                                   | Bronze                               |
| ------------ | ------------------------------- | ---------------------------------------- | ------------------------------------ |
| Herreneinzel | Uriel Canjura                   | Kevin Cordón                             | Harshit Aggarwal                     |
| Herreneinzel | Uriel Canjura                   | Kevin Cordón                             | Jonathan Matias                      |
| Dameneinzel  | Lauren Lam                      | Ania Setien                              | Haramara Gaitan                      |
| Dameneinzel  | Lauren Lam                      | Ania Setien                              | Vanessa Maricela Garcia Contreras    |
| Herrendoppel | Kevin Lee Ty Alexander Lindeman | Ondřej Král Adam Mendrek                 | Anibal Marroquín Jonathan Solís      |
| Herrendoppel | Kevin Lee Ty Alexander Lindeman | Ondřej Král Adam Mendrek                 | Joan Monroy Carlos Piris             |
| Damendoppel  | Paula Lynn Cao Hok Lauren Lam   | Annie Xu Kerry Xu                        | Inés Castillo Paula La Torre         |
| Damendoppel  | Paula Lynn Cao Hok Lauren Lam   | Annie Xu Kerry Xu                        | Juliana Giraldo Maria Delia Zambrano |
| Mixed        | Joan Monroy Ania Setien         | Tarun Kona Sri Krishna Priya Kudaravalli | José Guevara Inés Castillo           |
| Mixed        | Joan Monroy Ania Setien         | Tarun Kona Sri Krishna Priya Kudaravalli | Diego Mini Paula La Torre            |